# Pleuroptya deficiens
Pleuroptya deficiens là một loài bướm đêm trong họ Crambidae.